# 月月小說
月月小說是1906年11月1日在上海創辦的文學月刊。與《新小说》、《绣像小说》、《小说林》並列晚清四大小说杂志。
《月月小說》創刊於1906年11月1日。汪慶祺擔任發行人，聘请吴趼人任总撰述，周桂笙为總译述。创刊号刊有吴趼人所撰《序》，强调小说与群治之关系，主张“借小说之趣味之感情，为德育之一助”。第9期後改由沈濟宣主持，許伏民负责编辑，群学社印刷发行。《月月小說》刊登歷史小說、言情小說、外國小說、論文、詩詞、戲曲等內容，其中包括吳趼人的《劫餘灰》、《發財秘訣》、《上海游驂錄》以及外國歷史小說《美國獨立史別裁》。《月月小说》推動短篇小說創作最力，多次刊载徵求短篇小说，在“特别广告”中說：“本社现欲征求短篇小说，每篇约二三千字，及中西丛谈逸事等稿。海内著作家如有以佳作见惠者，望投函本社，审定刊登。或酬墨金，或谢书报，均望于来函中表明意见。”《短篇小说》和《译本短篇小说》两欄目先后登载73篇。吳趼人還發表《俏皮话》126則短篇笑話。該刊物先後由群樂書局和群學社發行。共出版24期，1909年1月停刊。汪惟父、吳趼人、許伏民、周桂笙先後擔任主編，陳冷血和包天笑參與編譯。